# Бём, Елизавета Меркурьевна
Елизаве́та Мерку́рьевна Бём (в девичестве Эндаурова; 12 (24) февраля 1843 — 25 июля (7) августа 1914) — русская художница, иллюстратор, силуэтист.

## Биография
Происходила из старинного рода. Её предки, татары, носили фамилию Индигир, означавшую — «индийский петух». Грамотой, якобы дарованной роду Иваном III, фамилия была изменена на Эндауровы. Елизавета Меркурьевна родилась 12 (24) февраля 1843 года в Санкт-Петербурге, детство провела в родовом имении — сельце Щепцово (Щипцево) Пошехонского уезда Ярославской губернии. Семья была большая: у Елизаветы было две сестры и три брата, среди которых народоволец Александр Эндауров — отец ботаника Е. А. Буш. 
С 1857 по 1864 гг. обучалась в Рисовальной школе Общества поощрения художников в Санкт-Петербурге, окончив её с серебряной медалью. Живя в ярославском имении, иллюстрировала произведения Некрасова, сценки из крестьянской жизни, одновременно увлекаясь литографией и литографируя собственные рисунки. 
В 1867 году она вышла замуж за венгерского скрипача  Людвига Францевича Бёма (Ludwig Böhm; 1825—1904). После смерти своего дяди Йозефа Бёма он получил в наследство скрипку Страдивари. Несмотря на 18 лет разницы в возрасте, брак был счастливым. В 1868 году у супругов родилась единственная дочь, тоже Елизавета (в замужестве Барсова). Племянником Людвига Бёма был выдающийся математик Георг Кантор.
В 1875 году она создаёт альбом открыток «Силуэты», а в 1877 году — альбом «Силуэты из жизни детей». Оба альбома напечатаны Картографическим заведением А. А. Ильина, который приходился ей дядей. В 1880 году она создаёт альбом — «Пирог», в 1882 году — «Из деревенских воспоминаний». Художница много сотрудничала с издательством «Посредник», куда пригласил её Л. Н. Толстой, заочно знакомый с её работами, а также с издателем И. Д. Сытиным, который был частым заказчиком рисунков Е. М. Бём. В начале 1890-х гг. работала над иллюстрациями к повести Н. С. Лескова «Оскорблённая Нетэта». В 1907 году два альбома открыток «Всего понемножку» и «Для милого дружка хоть серёжку из ушка» изданы И. С. Лапиным в Париже.
Она рисовала открытки и иллюстрировала детские журналы «Игрушечка» (1882—1886) и «Малютка» (1886—1887), иллюстрировала русскую народную сказку «Репка» (1882). Создала детские альбомы «Пословицы в силуэтах» (1884), «Поговорки и присказки в силуэтах» (1885), «Азбука». Иллюстрировала басни И. А. Крылова и «Записки охотника» И. С. Тургенева.
К концу 1880-х гг. Е. М. Бём стала терять зрение. Работа в области силуэта усугубляла ситуацию, и в 1896 г. художница окончательно перестала работать в этой технике.
В 1890-х гг. начинается новый период творчества. С этого времени, не бросая занятий акварелью, она начинает работать в новой для себя отрасли — создание эскизов для производства стеклянной посуды. Предметы из стекла, созданные по рисункам Е. М. Бём, принесли ей успех практически сразу после их создания — на Всемирной выставке в Чикаго в 1893 г., а затем на Всероссийской выставке в Нижнем Новгороде 1896 г.. 1899 г. был занят приготовлением к Всемирной выставке в Париже 1900 г., куда предполагалось отправить и стеклянные изделия по рисункам Е. М. Бём. Русский отдел на выставке произвёл в Западной Европе фурор. В одном из помещений павильона кустарных изделий и рукоделий России было представлено стекло Е. М. Бём «в русском стиле». Солонка по эскизу художницы была преподнесена президенту Франции, о чём писалось в газетах.
В начале 1900-х гг. художница открывает для себя новый вид печатной графики — оригинальные открытки, которые выходили под её именем большими, для своего времени, тиражами и неоднократно переиздавались. В 1910-е гг. сотрудничала с издательством М. О. Вольф в серии «Моя первая книга…».
В начале XX века работы художницы нашли своё признание за рубежом. Её силуэты перепечатывались в Берлине, Париже, Лондоне, Вене и Америке. За свои труды художница получила несколько международных наград. Работы Елизаветы Меркурьевны Бём (с 1868 года) участвовали в международных выставках — в Париже (1900), Мюнхене (1902), Милане (1906) — и везде получали медали. В Милане художница получила золотую медаль.
В 1904 г. художница потеряла мужа. Последние годы жизни много болела, меньше работала.
В 1913—1914 году в Париже русским эмигрантом Ильёй Лапиным (I.Lapina) была издана «Азбука» Елизаветы Бём в виде больших листов с большим (7-10) количеством рисунков и понятий на каждую букву, над которой она работала последние годы своей жизни. «Азбука» была издана на «французской мелованной бумаге в роскошном коленкоровом переплёте с двумя металлическими под старое серебро застёжками и пряжками». Тираж — 1 000 экземпляров, 5 выпусков по 6 иллюстраций в каждом. Ещё 100 роскошных нумерованных альбомов вышло с автографом самой художницы.
Елизавета Меркурьевна умерла 25 июля (7 августа) 1914 года, за неделю до начала Первой мировой войны. Была похоронена рядом с мужем на Новодевичьем кладбище в Петербурге; могила утрачена.

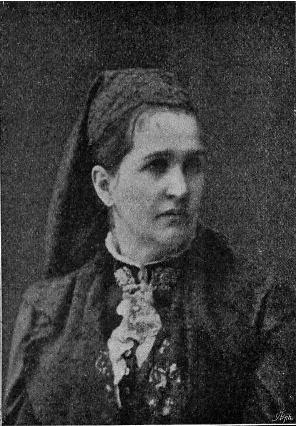
Фото Е. М. Бём (1901)
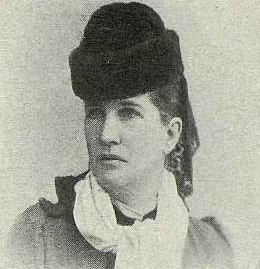
Фото Е. М. Бём
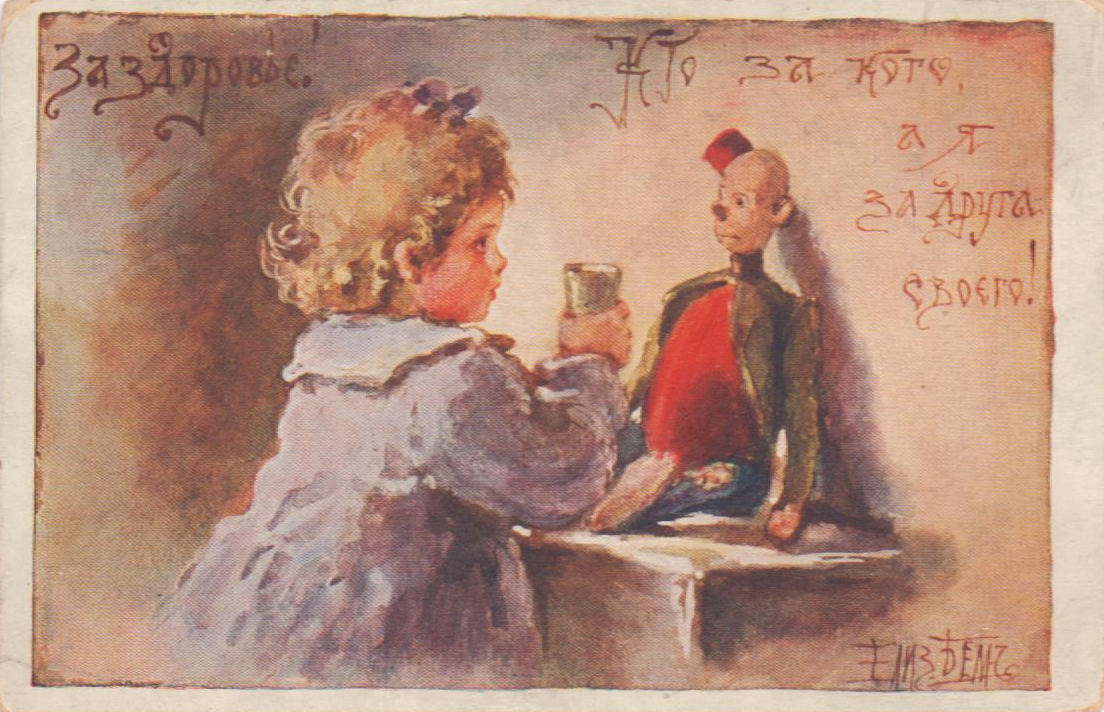
«Кто за кого, а я за друга своего!»
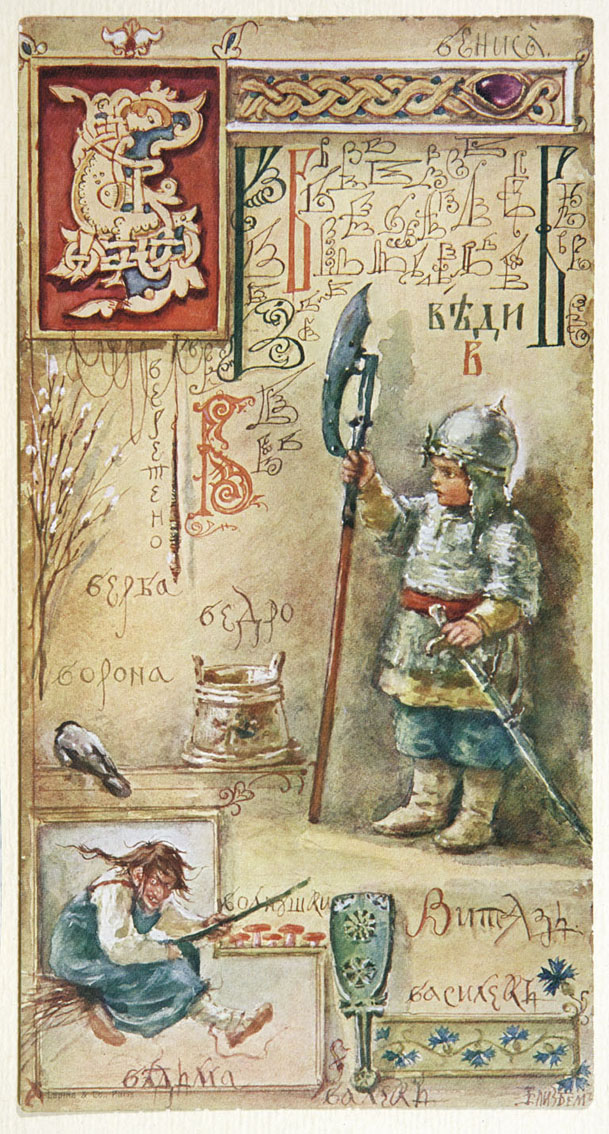
Страница с буквой Ве (Веди) из азбуки

## Посмертные издания
Позже, в 1920-е годы в Праге была дважды издана «Азбука» в виде набора из 28 открыток с небольшим (2-5) количеством рисунков и понятий на каждую букву для детей эмигрантов.
После Второй Мировой войны русский книгоиздатель Николай Мартьянов (1894—1987) переиздал часть пражского издания её «Азбуки» (буквы Б,Г,Д,Ж,И,К,М,О,С,У,Ф,Ц,Ч) в Нью-Йорке, США.
В 2013 году в Киеве была переиздана «Азбука Елизаветы Бём в XXI веке», благодаря меценату Дмитрию Никифорову и команде из профессиональных полиграфистов, художников-реставраторов и лингвистов:
- 2 500 экземпляров изданы на мелованной бумаге, твёрдый переплёт, тираж для широкого круга читателей.
- Ещё 300 экземпляров в тканевой обложке на дорогостоящей бумаге верже, подарочный вариант. Издательство «Стольный град».
- И 100 экземпляров было издано специально для коллекционеров: обложка из натуральной кожи с бронзовыми застёжками, бумага верже, факсимильная печать.